# Kedsomhed
Kedsomhed er den ulystbetonede tilstand, der fremkommer hos et normalt, sundt og udhvilet menneske ved mangel på eller utilstrækkelig afspejling i legemlig eller sjælelig virksomhed. Læsning af en bog vil således kunne vække kedsomhed, når dens indhold er ensformigt, for lidt afvekslende, eller når det ligger over individets horisont, det vil sige ikke er i stand til at fremkalde forestillinger og således sætte en tankevirksomhed i gang. Når en organisme er i arbejdsdygtig stand, vil der altid opstå en stræben efter virksomhed, efter at omsætte den forhåndenværende potentielle energi i bevægelse. Man ser det hos de højere dyr, som leger, når de har ædt og hvilet sig, og den samme trang er til stede hos mennesket og giver sig ofte det samme udtryk. Men forhindres en sådan energianvendelse i længere tid, opstår kedsomhed, der vil komme desto lettere i stand, jo mere individet på grund af mangelfuld åndelig udvikling er henvist til ydre hjælpemidler for at være virksom. Den, der kan beskæftige sig med sine egne tanker, vil være forholdsvis lidt udsat for kedsomhed, mens det store publikum, der ikke kan underholde sig selv, er henvist til forlystelsesforetagenderne (radio, fjernsyn, biografer, internet), som netop tilbyder virksomhed af så let art, at den efter dagens arbejde kan betragtes som hvile.
Historikeren og forfatteren Henrik Jensen har i sin analyse af det danske samfund anno 2009 peget på, at kedsomhed er en hovedårsag til megen af den vold og det hærværk, som foregår i samfundet. Han ser oprindelsen hertil i ungdomskulturen i 1960-erne:
"Den ungdomskultur, der var i anmarch i 1962, er i sig selv ikke bare overfladisk og værdiløs, men i hidtil uset grad voldelig og asocial. En grænse- og hæmningsløs verden, hvor samfundets midler til at slå tilbage ret hurtigt må blive lige så destruktive. Der er ikke længere noget udpeget godt og ondt, bare vold og smerte. Kedsomhed og følelsen af overflødighed er en drivkraft bag en række af de overskridelser, vi har været inde på her: bandeuvæsen, stofmisbrug, biltyverier, mord og mishandlinger og vold. Kedsomhed og så en manglende respekt for grænser."
Han opstiller følgende diagnose:
"Lige før hjernecellerne tager varig skade af inaktivitet, bliver den så ubehagelig, at man gør noget. Det lyder på en måde meget godt. Og endnu bedre: Kedsomhed kan ses som en nødvendig braklægning af sindet, en formålstjenlig afskærmning mod de evindelige påvirkninger, man udsættes for med et dagligliv i teknologiens faste greb."
Og videre:
"Når kedsomheden parrer tungheden med en voldsom handlekraft – så kan det gå rigtigt galt. For den, som føler kedsomhedens gråhed dybt i sindet – den braklagte forbruger eller den overflødige, umodne unge – kan vold og smerte besnærende komme til at ligne en forløsning."
Den diagnose, som Henrik Jensen opstiller, finder sin bekræftelse i sociale ghettoer, hvor kedsomheden udarter til vold og til destruktion. Således kunne kultursociologen Birthe Bech-Jørgensen for boligområdet Hedemarken i Albertslund omkring 1980 konstatere, at opstillede legeredskaber til børnene var blevet ødelagte ved hærværk, at rockergrupper hærgede området, og at vold og frygt hørte til dagligdagen for boligområdets indbyggere, og på lignende måde kunne geografen Jan Magnussen for det arbejdsløshedsplagede Liverpools vedkommende konstatere, at hærværk, smadrede ruder, slagord malet med spraymaling på selv de mest utilgængelige steder og affald, der ikke blev fjernet, forekom overalt. De velmente tiltag for at få unge ud af lediggangen, mødtes omgående med vold, hvor kedsomheden herskede:
"En ansat ved kommunen havde ... længe arbejdet på at få en tom kirke frigivet til ungdomslokaler, men aftenen før jeg mødte ham i 1977 var kirken blevet brændt ned efter at alle bly- og kobberrør var blevet afmonteret. I 1977 gik han skuffet rundt i ruinerne og fortalte, hvad der skulle være lavet. I 1979 spurgte jeg forgæves efter ham. Han havde givet op og var taget til Afrika."
Et gammelt visdomsord siger: "Lediggang er roden til alt ondt".
Under sygdom og andre svækkelsestilstande, hvor der ingen trang er til virksomhed, opstår der ofte heller ikke kedsomhed ved fuldstændig uvirksomhed, da kroppen bruger al sin energi på genopbygningen.